# 上塔特拉山
上塔特拉山是位於斯洛伐克北部和波蘭南部的一個山脈，也是塔特拉山脈的一部分。最高峰是格爾拉赫峰，高2,655米。上塔特拉山其他的主要高峰還有洛姆尼茨基山、格拉霍斯卡山等山峰。